# لايتون دورهام رينولدز
لايتون دورهام رينولدز (بالإنجليزية: Leighton Durham Reynolds)‏ هو عالم لغوي كلاسيكي وأستاذ جامعي بريطاني، ولد في 11 فبراير 1930 في Abercanaid ‏ في المملكة المتحدة، وتوفي في 4 ديسمبر 1999 في أكسفورد في المملكة المتحدة.